# 桂慶治
桂 慶治（かつら けいじ）は上方落語の名跡。現在は空き名跡となっている。
初代桂文治の登場から大正期まで、「慶治」を名乗る人物が数人確認できる。ただし、桂慶枝、慶司などの表記があり、何人いたかは不明。
初代？桂 慶治（1823年または1835年 - 1892年？）は、落語家（上方噺家）。本名、出生地不詳。

## 経歴
4代目桂文治門下で、初代桂文枝の弟弟子にあたる。安政時代から名が見え、また桂力造を名乗ったともいわれる。長らく京都を拠点とした。「京の慶治」と言われ、幕末から明治初期にかけて京都落語界の中心人物だった。1874年に初代文枝が没し、1878年頃に大阪に戻る。以降、上方で古老として活躍。
芝居噺、人情噺、落とし噺が得意であった。特に芝居噺が得意で、初代桂文我も薫陶を受けている。十八番は「三人兄弟」であったという。また5代目笑福亭松鶴の『上方はなし』によると、「立ち切れ線香」が十八番だったというが、これは間違いの可能性が高い（慶枝を名乗った3代目桂文都と間違っている可能性がある）。
門下に慶枝（のちの3代目笑福亭松鶴）、扇太郎（のちの初代桂枝太郎）、慶三（のちの2代目桂文昇）らがいた。